# Mental (serie televisiva 2020)
Mental è una serie televisiva italiana del 2020.
Questa non è una serie destinata alla televisione lineare, ma è una serie realizzata appositamente per RaiPlay. È prodotta da Simona Ercolani, scritta da Laura Grimaldi e Pietro Seghetti e diretta da Michele Vannucci.

## Tematiche della serie
La serie percorre le vicende di un gruppo di ragazzi adolescenti con problemi psichiatrici in cura presso un ospedale le cui storie personali, il desiderio di fuggire, di ribellarsi, di emozionarsi si uniscono a scene di disperazione tra tossicodipendenza, allucinazioni e autolesionismo.

## Personaggi
I principali personaggi della serie sono:
- Nico: ragazza di 16 anni che soffre di schizofrenia con continui attacchi d'ansia, visioni e allucinazioni;
- Michele: ragazzo borderline e tossicodipendente;
- Emma: ragazza anoressica e autolesionista, con una spiccata capacità di manipolazione psicologica ed amante dei glitter;
- Daniel: ragazzo logorroico e bipolare, è convinto di stare bene e non avere alcun problema.

## Episodi
| N° | Titolo                    |
| -- | ------------------------- |
| 1  | Big Fish                  |
| 2  | Effetti collaterali       |
| 3  | Le conseguenze dell'amore |
| 4  | Anima mia                 |
| 5  | Non essere cattivo        |
| 6  | Risvegli                  |
| 7  | Se mi lasci ti cancello   |
| 8  | Kiss Kiss Bang Bang       |

## Produzione
La serie è basata sul format Sekasin di Teemu Nikki andata in onda su Yleisradio, la televisione di stato finlandese, e prodotta da Rai Fiction in collaborazioni con Stand by Me. È stata scritta grazie alla consulenza scientifica della dottoressa Paola De Rose dell’Unità di Neuropsichiatria dell’infanzia e dell’adolescenza dell’Ospedale pediatrico Bambino Gesù.

## Distribuzione
La serie è stata pubblicata per intero su RaiPlay il 18 dicembre 2020.

## Riconoscimenti
- 2021 - Prix Italia
  - Premio Speciale Giuria degli Studenti
  - Menzione speciale Web Fiction